# گوزو یوشیماسو
گوزو یوشیماسو (انگلیسی: Gōzō Yoshimasu؛ زادهٔ ۲۲ فوریهٔ ۱۹۳۹) شاعر، عکاس، و نویسنده اهل ژاپن است.
وی همچنین برندهٔ جوایزی همچون شخصیت دارای شایستگی فرهنگی شده‌است.